# 杨悦锁
杨悦锁，教授，主要从事水土环境中新型有毒有害污染物的污染过程、毒性毒理、修复机理研究等方面的研究工作。入选中华人民共和国教育部第八批"长江学者"特聘教授，曾就读于长春地质学院。